# Goguddu, Jagalur
Goguddu là một làng thuộc tehsil Jagalur, huyện Davanagere, bang Karnataka, Ấn Độ.